# WTA-toernooi van Montevideo
Het WTA-toernooi van Montevideo is een jaarlijks terugkerend tennistoernooi voor vrouwen dat wordt georganiseerd in de Uruguayaanse hoofdstad Montevideo. De officiële naam van het toernooi is Montevideo Open.
De WTA organiseert het toernooi, dat in de categorie "WTA 125" valt en wordt gespeeld op gravelbanen.
De eerste editie ontrolde zich in 2021 en werd gewonnen door Française Diane Parry, die in 2023 nogmaals de finale bereikte.

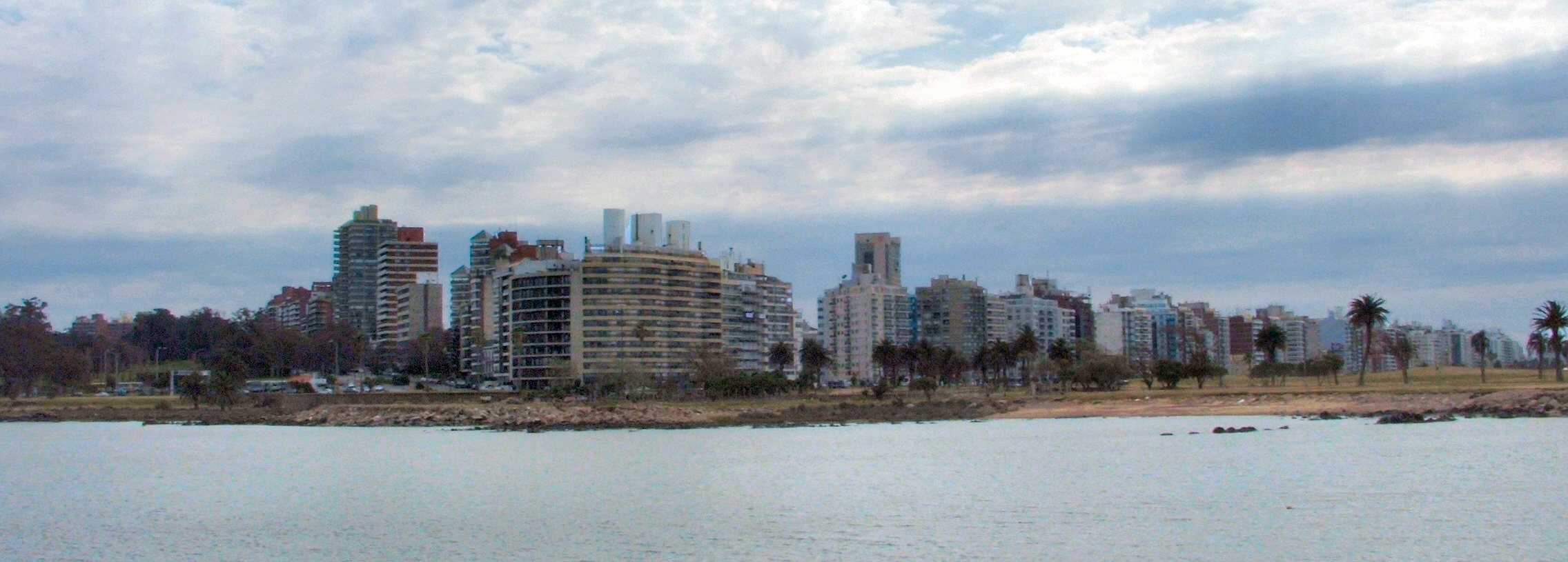
Rambla de Montevideo

## Finales

### Enkelspel
| Datum      | Naam            | Cat.    | ($)     | Ondergrond     | Winnares       | Verliezend finaliste | Uitslag       |         |
| ---------- | --------------- | ------- | ------- | -------------- | -------------- | -------------------- | ------------- | ------- |
| 2021-11-15 | Montevideo Open | WTA 125 | 115.000 | gravel, buiten | Diane Parry    | Panna Udvardy        | 6-3, 6-2      | details |
| 2022-11-22 | Montevideo Open | WTA 125 | 115.000 | gravel, buiten | Diana Sjnajder | Léolia Jeanjean      | 6-4, 6-4      | details |
| 2023-12-04 | Montevideo Open | WTA 125 | 115.000 | gravel, buiten | Renata Zarazúa | Diane Parry          | 7-5, 3-6, 6-4 | details |

### Dubbelspel
| Datum      | Naam            | Cat.    | ($)     | Ondergrond     | Winnaressen                          | Verliezend finalistes                | Uitslag          |         |
| ---------- | --------------- | ------- | ------- | -------------- | ------------------------------------ | ------------------------------------ | ---------------- | ------- |
| 2021-11-15 | Montevideo Open | WTA 125 | 115.000 | gravel, buiten | Irina Maria Bara Ekaterine Gorgodze  | Carolina Alves Marina Bassols Ribera | 6-4, 6-3         | details |
| 2022-11-22 | Montevideo Open | WTA 125 | 115.000 | gravel, buiten | Ingrid Gamarra Martins Luisa Stefani | Quinn Gleason Elixane Lechemia       | 7-5, 6-7, [10-6] | details |
| 2023-12-04 | Montevideo Open | WTA 125 | 115.000 | gravel, buiten | María Lourdes Carlé Julia Riera      | Freya Christie Yuliana Lizarazo      | 7-6, 7-5         | details |